# Стадион у Џуби
Стадион у Џуби је вишенамески стадион у главног граду Јужног Судана, Џуби. Од 9. јула 2011. постао је домаћин утакмица Фудбалске репрезентације Јужног Судана. Током 2011. био је у процесу реновирања, а саграђен је 1962. године.